# El barón del terror
El barón del terror es una película de terror mexicana de 1962, dirigida por Chano Urueta, y protagonizada por Abel Salazar, Ariadne Welter, David Silva, Germán Robles, Luis Aragón y Mauricio Garcés.

## Reparto
- Abel Salazar como el Baron Vitelius d'Estera
- Ariadne Welter como Victoria Contreras / Chica asesinada en restaurante
- David Silva como Comandante
- Germán Robles como Indalecio Pantoja / Sebastián de Pantoja
- Luis Aragón como Prof. Saturnino Millán
- Mauricio Garcés como Médico forense
- Ofelia Guilmáin como Señora Meneses
- René Cardona como Baltasar de Meneses / Luis Meneses
- Rubén Rojo como Reynaldo Miranda / Marcos Miranda
- Carlos Nieto como Lic. Francisco Coria
- Carlota Solares como Espectadora en la hoguera
- Federico Curiel «Pichirilo» como Detective
- Magda Donato como Doña Mariquita
- Magda Urvizu como Ana Luisa del Vivar
- Miguel Brillas como Bibliotecario
- Rosa María Gallardo como Victoria Contreras
- Roxana Bellini como María de Pantoja
- Susana Cora como Prostituta asesinada
- Ricardo Adalid como Espectador en la hoguera (no acreditado)
- Marco Antonio Arzate como Álvaro de Contreras (no acreditado)
- Queta Carrasco como Invitada a fiesta (no acreditado)
- Felipe de Flores como Motorista asesinado / primera víctima (no acreditado)
- Francisco Reiguera como Mayordomo (no acreditado)
- Carlos Robles Gil como Espectador en la hoguera (no acreditado)
- Víctor Velázquez como Roberto, dueño de restaurant (no acreditado)